# 189 Phthia
A 189 Phthia a Naprendszer kisbolygóövében található aszteroida. Christian Heinrich Friedrich Peters fedezte fel 1878. szeptember 9-én. Nevét az ókori görög tartományról Phthiáról kapta.